# Константин Дука (сын Михаила VII)
Константи́н Ду́ка (греч. Κωνσταντίνος Δούκας; 1074—1095) — соправитель Византийской империи в период с 1074 по 1078, а также с 1081 по 1087 годы. Являлся сыном василевса Михаила VII Дуки Парапинака и грузинской принцессы Марии Аланской.
Будучи порфиророждённым, Константин стал соправителем отца вскоре после своего рождения. По политическим мотивам состоялась его свадьба с дочкой герцога Апулии, Калабрии и Сицилии Роберта Гвискара Олимпией. В 1078 году Михаил Дука был свергнут анатолийским аристократом Никифором Вотаниатом, и Мария вышла замуж за узурпатора, но взамен тот завещал Константину имперский престол. Переворот в Константинополе в дальнейшем использовался Гвискаром для начала вторжения в Византию.
После того, как в 1081 году Алексей I Комнин сверг Вотаниата, Мария договорилась с новым правителем о его поддержке династией Дук. В обмен её сын получил титул соправителя и наследника. Его подпись присутствовала на всех официальных документах, а её обладатель появлялся вместе с Алексеем на всех мероприятиях. Когда родилась Анна Комнина, было решено сделать её супругой Дуки. Образованием Константина занимался богослов и писатель Феофилакт Болгарский.
Влияние сына Парапинака начало снижаться из-за его слабого здоровья, а также появления в 1087 году у Алексея Комнина сына Иоанна. Потеряв статус соправителя и наследника Алексея, Константин оставался с ним в хороших отношениях, хотя его матери Марии пришлось отправиться в монастырь. Смерть настигла Константина в 1095 году.